# ألسنة اللهب
ألْسِنَةُ اللَّهَب (بالإنجليزية: Catching Fire)؛ رواية ديستوبية للكاتبة الأمريكية سوزان كولنز، صدرت في العام 2009، وهي الرواية الثانية في ثلاثية مباريات الجوع، وجاءت لتُكمّل أحداث رواية مباريات الجوع المصنّفة الأكثر مبيعًا في العام 2008. الرواية مكتوبة على لسان بطلتها كاتنيس إيفردين، وهي فتاة في السادسة عشرة من العمر، تعيش في عصر نهاية العالم في المقاطعة الثانية عشرة، في دولة بانيم بأمريكا الشمالية، الخاضعة تحت سلطة الكابيتول، وهي حاضرة متقدمة للغاية، استطاعت أن تبسط سيطرتها العسكرية والسياسية على عموم مقاطعات الدولة. تواصل كاتنيس إيفردين سرد حكايتها وحكاية أمة بانيم المُقسّمة إلى اثنتي عشرة مقاطعة. في أعقاب أحداث الرواية السابقة، بدأ تمرّد شعبي في مختلف المقاطعات ضد سلطة الكابيتول المستبدة، وبسبب ذلك، تُجبر كاتنيس مع زمليها بيتا ميلارك على العودة إلى ساحة مباريات الجوع، رفقة 22 مجالدًا آخر من المقاطعات الأخرى، بعد أن قرّرت الكابيتول اختيار المجالدين من قائمة المنتصرين، لتكون النسخة الخامسة السبعون لمباريات الجوع استثنائية وخاصة، في ذكرى اليوبيل الفضي الثالث لانتصار الكابيتول على المقاطعات.
تلقت الرواية إشادة من أبرز النقاد والمؤلفين، وكانت معظم المراجعات التي تناولتها إيجابية. حيث أشيد بالبنية السردية التي انتهجتها كولنز، وبتطوّر شخصية - بطلة الرواية - كاتنيس. بطبيعة الحال، هذا الجزء كسابقه، بني في إطار الميثولوجيا الإغريقية، المصارعة الرومانية وتلفزيون الواقع، وكانت المضامين الرئيسية للرواية تدور حول فكرة البقاء على قيد الحياة، الاستبداد، التمّرد، الثورة والتكاتف من أجل الاستقلال. وقد فازت الرواية بالعديد من الجوائز، ومنحتها أسبوعية بابليشرز ويكلي، جائزة «أفضل كتب العام» لعام 2009.
نُشِرت رواية ألسنة اللهب لأوّل مرة، في الأوّل من سبتمبر 2009، بطبعة فنّية مُجلَّدة، عن طريق مؤسسة إستلاستيك، وقام مصمّم غلاف مباريات الجوع تيم أوبراين بتصميم غلافها، ثم صدرت لاحقًا طبعات بأغلفة ورقية، وأخرى مسموعة وإلكترونية. قُدّرت مبيعات الطبعة الأولى من الرواية بحوالي مائتي وخمسين ألف نسخة، وبحلول فبراير من العام 2010ـ وصلت مبيعات الرواية إلى سبعمائة وخمسين ألف نسخة، وبحلول العام 2019، بيعت من الرواية 21 مليون نسخة في الولايات المتحدة وحدها. ومنذ إصدارها، تُرجمت الرواية - ضمن ترجمة الثلاثية - إلى إحدى وخمسين لغة، وبيعت حقوق نشرها في ست وخمسين دولة ومنطقة. والرواية هي الثانية في ثلاثية مباريات الجوع، تلتها رواية الطائر المقلد (الصادرة في العام 2010). وفي 22 نوفمبر 2013، صدر فيلم مقتبس من الرواية، حمل اسم مباريات الجوع: ألسنة اللهب، قام فرانسيس لورانس بإخراجه، إلا أن كولِنز لم تشارك بنفسها في كتابة سيناريو الفيلم، مثلما فعلت في الجزء الأوّل من سلسلة أفلام مباريات الجوع.

## الشخصيات
- كاتنيس إيفردين[ب] هي بطلة الرواية وراوية السلسلة. تبلغ من العمر 16 عامًا - وقت بدء الرواية الأولى - وهي شخصية تتصف بالهدوء والاستقلالية والقوة. لديها شعر أسود طويل، بشرة حنطيّة، وعيون رمادية، وهي سمة مميّزة اكتسبتها لكونها من أهالي منطقة مناجم الفحم في المقاطعة الثانية عشرة المعروفة باسم منطقة السيم.[ز][2] سُمّيت باسم كاتنيس[ح] نسبة لنبتة سهم الماء المائية. تعيش مع والدتها وشقيقتها الصغرى بريمروز[ط] الملقبة بـ«بريم».[ي] توفي والدها في انفجار منجم تعدين قبل سنوات، وهي الحادثة التي أثّرت بشدّة على والدتها التي أُصيبت بالاكتئاب الشديد، ممّا أجبر كاتنيس على أن تتولّى بنفسها مهام ربّ الأسرة وتصبح بمثابة الأم الراعية للعائلة، واكتسبت عددًا من المهارات باستمراها بالصيد لتأمين طعام لعائلتها، وهو أمر تعلمته من والدها الذي كان يأخذها معه في رحلات صيد في الغابة. حين اختيرت بريم (بواسطة نظام الحصاد السنوي العشوائي) لتكون مجالدة حتى الموت في دورة مباريات الجوع السنوية الرابعة والسبعين لتحارب مجموعة المجالدين الثلاث والعشرين الآخرين الذين يُختارون سنويًا في مباريات الجوع، تطوّعت كاتنيس لتحل محلها.
- بيتا ميلارك[ه] هو المجالد الذي مثّل المقاطعة الثانية عشرة في الدورة الرابعة والسبعين والخامسة والسبعين من مباريات الجوع. هو بنفس عمر كاتنيس، ذو بشرة فاتحة وشعر أشقر وعينين زرقاوين، وهو ما يُميز أهالي مركز المدينة في المقاطعة الثانية عشرة، وهم تجار من الطبقة الوسطى ويتمتّعون برخاء أكثر بقليل من عموم أهالي منطقة السيم. بيتا هو ابن خباز، وتتكوّن عائلته من شقيقين وأب هادئ وأم شديدة الانضباط. وقع بيتا في حب كاتنيس منذ أن رآها أول مرة خلال طفولتهما في المدرسة الابتدائية، وقد أعلن عن حبه لها في المقابلة التلفزيونية التعريفية بالمجالدين قبل بدء الدورة الرابعة والسبعين من مباريات الجوع.
- غايل هاوثورن[يا] هو فتى من أهالي منطقة السيم[ز] في المقاطعة الثانية عشرة. هو صديق كاتنيس المُقرّب، وهو أسنُّ منها بعامين. يشاركها مهارة الصيد. وهو ذو شعر أسود وبشرة حنطية وعينين رماديتين، وهي ذات سمات كاتنيس، ما جعله يبدو وكأنه شقيقها أو توأمها. غدا أفضل صديق لكاتنيس بعد أن تعارفا في الغابة أثناء الصيد. وبسبب بنيته العضلية ووسامته، لفت انتباه العديد من فتيات المقاطعة. يعيش غايل مع والدته هازال وثلاثة من إخوته الصغار، وغدا ربًّا لأسرته مثله مثل كاتنيس بعد وفاة والده في حادث التعدين نفسه الذي أدى إلى مقتل والد كاتنيس. ولكونهما من السيم حيث تتشابه ملامحهما، نُشِرت شائعة كونهما أبناء عمومة، للتغطية على علاقته بكاتنيس، وكي تبعد أية شكوك حول صدق العلاقة الغرامية التي تجمع كاتنيس مع بيتا. وعلى الرغم من أن الكابيتول أظهرت استحسانها لهذه الشائعة، إلا أن الشائعة سبّبت تدهورًا في العلاقة بين غايل وكاتنيس.
- بريمروز ("بريم") إيفردين[ط] هي الأخت الصغرى لكاتنيس. تبلغ من العمر 12 عامًا (وقت الدورة الرابعة والسبعين من مباريات الجوع). في موسم «حصاد» الدورة الرابعة والسبعين من مباريات الجوع، اختيرت - بواسطة القُرعة - لتكون المجالدة التي ستمثل المقاطعة الثانية عشرة، إلا أن كاتنيس تطوّعت لتحل محلها. قبل أن تتوجه كاتنيس إلى الكابيتول، بريم جعلت شقيقتها تعدها أن تحاول جاهدة بالفوز بمباريات وأن تعود سالمة. وكان لهذا الوعد الذي قطعته كاتنيس على نفسها فعل المرشد وسببًا في العديد من تصرفات كاتنيس خلال المباريات.
- هايمتش آبرناثي[يب] هو «رجلٌ بدين في أواسط العمر» مدمنٌ على الكحول، فاز بالدورة الخمسين من مباريات الجوع، وذلك قبل 24 عامًا من بدء أحداث الرواية الأولى.[3] كونه المنتصر الوحيد الحي من المقاطعة الثانية عشرة، فقد أُجبِر على إرشاد جميع مجالدي المقاطعة في كل دورة من الدورات الأربعة والعشرين للمباريات اللاحقة لدورته. وهو وإن بدأ - عند توليه أمر إرشادهما في الدورة الرابعة والسبعين من المباريات - بمعاملة بيتا وكاتنيس بازدراء، إلا أنّه مع الوقت أصبح أول الداعمين لهما.
- الرئيس كوريلانوس سنو[يج] هو الغريم الرئيسي المستبد في هذه السلسلة، حيث يحكم الكابيتول وعموم بانيم.[4]

## القصة
بعد فوز كل من كاتنيس إيفردين وبيتا ميلارك في الدورة الرابعة والسبعين لمباريات الجوع، عادا إلى وطنهما في المقاطعة الثانية عشرة، أفقر قطاع في بانيم. وبعد ستة أشهر، وقبل «جولة النصر» الخاصة بكاتنيس وبيتا، زار الرئيس سنو كاتنيس، وأخبرها أنه يعلم بأنها لا تحب بيتا، وكشف لها أن ما قامت به من تحدٍّ للكابيتول في المباريات المنصرمة، أثناء بث المباريات عبر التلفزيون، ألهم سكان المقاطعات التمرّد، مطالبًا إياها بأن تثبت لسكان تلك المقاطعات وكل الدولة - أثناء جولة النصر التي سوف تقوم بها مع بيتا - بأن ما قامت به في أثناء المباريات، إنّما كان بدافع حبُّها لبيتا ودونًا عن إرادتها، ولم تكن تستقصد بتصرّفها تحدي الكابيتول، مُهدّدًا إياها بإعدام جميع أفراد أسرتها وكذلك قتل غايل هاوثورن أفضل صديق لها، إن هي لم تعمل وفق ما يريد، ما جعلها تبدي موافقتها على طلباته. ما إن غادر الرئيس سنو المقاطعة نحو الكابيتول، حتى كشفت كاتنيس عن هذه التهديدات لمرشدها، هايمتش آبرانثي، وقد طلبت منه ألا يكشفها لبيتا.
كانت المحطة الأولى في جولة النصر، تبدأ في المقاطعة الحادية عشرة، موطن رو حليفة كاتنيس في أثناء مباريات الجوع. أعلن بيتا خلال كلمته لأهالي تلك المقاطعة، حيث كانت عائلتا رو وثريش حاضرتان، أنهما -أي هو وكاتنيس- قرّرا إعطاء جزء من المكافئات السنوية التي يحصلان عليها، لعائلتي رو وزميلها ثريش، عرفانًا منهما لما قدّمه كل من ثريش ورو من أجل أن يحافظا على حياة كاتنيس. لم تكن كاتنيس تنوي أن تتحدّث، بسبب حزنها الشديد على رو، إلا أن رؤيتها لعائلة الأخيرة، جعلها تلقي خطابًا مرتجلًا وواسعًا، أعربت فيه عن امتنانها للمجالدة القتيلة. هذا الأمر، دفع برجل مسن إلى أن يُحيي كاتنيس، بإشارة رمزية، اتّبعه إثرها جميع الحشد وقاموا بذات الإشارة؛ وهو ما عدَّ تحديًا منهم للكابيتول، وبسبب ذلك اندفعت قوات خاصة - نشرتها الكابيتول لغرض السيطرة على الوضع ويُطلق عليها قوات حفظ السلام - فاقتحمت الحشد وجرت الشيخ المسن وأعدمته على الفور، ما بث الرعب في قلب كاتنيس، التي اضطرت أن تكشف لبيتا عن تهديدات سنو لها. وبناء على ذلك قرّرا أن يواصلا الجولة - وفق النظام المرسوم لهما وكأن شيئًا لم يحصل - وأن يكتفيا بالخطابات المكتوبة لهما من قبل إيفي ترنكيت مرشدتهما القادمة من الكابيتول، ليدفعها عن نفسيهما أي خطأ مماثل، بسبب الارتجال الذي قاما به في المقاطعة الحادية عشرة، والذي بدل أن يُهدئ الأوضاع هناك، فاقمها وزاد طينها بِلّة. وعلى أمل استرضاء سنو، تقدّم بيتا بطلب الزواج من كاتنيس خلال مقابلة تلفزيونية في الكابيتول، آخر محطة في الجولة، وقد أبدت كاتنيس موافقتها، إلّا أن سنو، وإنْ أظهر للعيان أنه فَرِح بهذا القرار الذي اتخذاه - أومأ لكاتنيس بطريقة ما، إلى أن أداءها في أثناء الجولة لم يكن موفقًا، ما جعلها تدرك أن التمرّد في المقاطعات قد اتّسع نطاقه، وأن عليها أن تخشى على أهلها وأحباءها من وعيد سنو.
بعد العودة إلى المقاطعة الثانية عشرة، وجدت كاتنيس أن قوات حفظ السلام الكابيتولية قد اجتاحت المنطقة، فارضة حكمًا أمنيًا قاس وشاملًا، وخلال ذلك اكتشفت كاتنيس اندلاع انتفاضة في المقاطعة الثامنة. قامت القوات الجديدة بقيادة قائدها الجديد رومولوس ثريد، باعتقال غايل، بعد أن أمسكته بالجرم المشهود لقاء صيده غير المشروع في الغابة، حيث بدأ قائد القوات بجلده في ساحة البلدة، ما استدعى تدخل كاتنيس وهايمتش لوقف عملية التعذيب، وكان الأمر أن يودي بحياة كاتنيس ورفاقها.
لاحقًا التقت كاتنيس - أثناء صيدها في الغابة - ببوني وتويل، وهما فتاتان هاربتان من المقاطعة الثامنة، بعد أن فشلت الانتفاضة هناك. وحين استفسرت منهما عن طريقهما وإلى أين تتوجّهان، تكشفان لها أنهما تعملان من أجل الوصول إلى المقاطعة الثالثة عشرة - التي يُعتقد أنها قد دُمرِّت عن بكرة أبيها في التُمرّد الأول ضد الكابيتول قبل خمس وسبعين سنة - على أمل أن تلتقيا بسكانها الموجودين تحت الأرض، على حدّ اعتقاد الفتاتين. وفي طريق عودة كاتنيس إلى المقاطعة من الغابة، أُصيبت جراء تسلّقها السياج الكهربائي المحيط بالمنطقة الثانية عشرة. خلال هذه الفترة، تبدأ التحضيرات لإقامة حفل زفافها مع بيتا، وتعلم كاتنيس في تلك الأثناء، أن المقاطعتين الثالثة والرابعة قد خرجتا عن سيطرة الكابيتول إثر موجات التمرّد التي بدأت في العام الماضي.
حين حان موعد مهرجان الحصاد حيث تقام المباريات، تعلن الكابيتول عن الدورة الخامسة والسبعين لمباريات الجوع، والمعروفة باسم المباريات الربعية أو الدورة الثالثة للربع القمعي، حيث تقوم الكابيتول كل خمس وعشرين سنة، بإقامة دورة خاصة، مختلفة عن سابقاتها، لإحياء ذكرى انتصار الكابيتول والتذكير بهزيمة المقاطعات. قرّرت الكابيتول في هذه السنة، اختيار المجالدين من بين المُنتصرين - في المباريات السابقة - الباقين على قيد الحياة، وذلك على لسان الرئيس سنو، حيث قرأ خطابًا قال فيه:
| ألسنة اللهب | في الذكرى الخامسة والسبعين، وكتذكير بأنه حتى الأقوى من بينهم لا يستطيع التغلّب على سطوة الكابيتول، فإنّه سيتم اختيار المجالدين من مجموعة المنتصرين الموجودين هلى قيد الحياة. | ألسنة اللهب |

وهي مفاجئة لم تكن بالحسبان، حيث أن المُجالد، حين ينتصر في المباريات، يُعطى عهدًا - من الكابيتول - بأنه سوف يعيش إلى آخر عمره، بأمن وسلام ورخاء توفّره الكابيتول، وهذه هي المرة الأولى منذ خمسة وسبعين عامًا، يعاد فيها المنتصر إلى ميدان المباريات. إثر ذلك، أدركت كاتنيس أنها بصدد منافسة هايمتش أو بيتا، فتطلب من هايمتش أن يتطوّع بدل خطيبها المُعلن، إذا ما وقع الاختيار على بيتا. إلا أن القرعة جائت على اختيار هايمتش، الذي لم يكن بوسعه منع بيتا من التطوّع في مكانه، وهو ما حصل بالفعل. في الكابيتول، في الفترة التحضيرية للمباريات، حث هايمتش كاتنيس على إيجاد حلفاء ليساعدوها في أثناء المباريات، فترتبط بأضعف المجالدين، ما جعل هايمتش غير راض عن خياراتها، وبالمحصّلة تقرّر كاتنيس وبيتا الدخول إلى المباريات دون أن يكونا في أي حلف مع الآخرين.
في المقابلة الأخيرة التي بثها التلفزيون للمجالدين، حيث يقوم كل مجالد بالتحدّث مع الإعلامي سيزار فليكرمان لعدة دقائق، حوَّل سينا، مُصمّم أزياء كاتنيس، ثوب الزفاف الأبيض - الذي أصر سنو على أن ترتديه كاتنيس - إلى فستان أسود مع جناحين تشبهان جناحي الطائر المُقلِّد، الذي غدا رمزًا للثورة، وهو ما أشعل غضب سنو. وحين حان أوان رحيل كاتنيس إلى ميدان القتال، وبعد أن قام سينا بتوديعها حيث دخلت المصعد الذي سوف يوصلها إلى ميدان المباريات، هاجمت قوة أمنية سينا - الذي كان واقفًا أمام المصعد - وأردته أرضًا بعد أن أشبعته ضربًا بمختلف الأسلحة، وكان الهدف من ذلك زعزعة كاتنيس وبث الرعب والخوف وقتل تركيزها قبل المباريات.

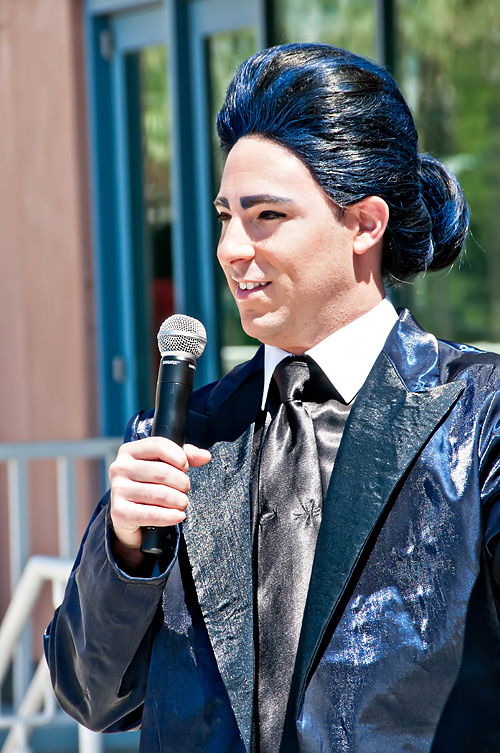
معجب يقلد شخصية سيزار فليكرمان.

عندما علا صوت كلاوديوس تمبل سميث، المذيع الدائم الذي يفتتح المباريات، مُعلنًا بدء الدورة الخامسة والسعبين، وما إن دخل المجالدون أرض الميدان، حتى بدأ الجميع - كالعادة - بعقد تحالفات آنية مع بعضهم البعض، بهذا وجد كاتنيس وبيتا نفسيهما حليفان لمجالديَن من المقاطعة الرابعة، وهو تحالف قام به هايمتش ولم تعلم عنه سوى في المباريات، وكان الحليفان هما، فينيك أوداير، وهو يُعد أسطورة حيّة في بانيم، بوصفه شابًا وسيمًا يبلغ من العمر أربعة وعشرين عامًا، مع معلمته ماغز المجالدة البالغة من العمر ثمانين عامًا. في أثناء تجوالهم في الأدغال، اصطدم بيتا بحقل الطاقة، الذي أطاح به أرضًا وأوقف قلبه، إلا أن فينيك أسرع بإسعافه مباشرة، ما أسهم باستعادة بيتا لحياته، وبينما هم نائمون تحت مجموعة من الأشجار في الأدغال، اقتربت منهم موجات ضباب سامة، بسببها همّوا بالتساقط على الأرض، واندفعوا بالهروب منها، وبعد مدة، بسبب وصولها لأطرافهم، فشل بيتا بالفرار بعيدًا عن الموجات، حيث فقد القدرة على المشي، ومن أجل إنقاذه، ضحت ماغز بنفسها حيث دخلت في الموجات، وهو ما سمح لفينيك بإنقاذ بيتا بدلًا عنها. وبعد أن وصلوا إلى منطقة آمنة من الموجات، انضمت جوانا مايسون المجالدة القادمة من المقاطعة السابعة إليهم، وبرفقتها بيتي ووايريس العبقريان، الذين قدما من المقاطعة الثالثة. وبسبب وايرس، اكتشفت كاتنيس أن الساحة مُقسّمة إلى اثني عشر قسمًا، مثل الساعة، في كل قسم، يواجه المجالدون خطرًا مُحدّدا في زمان ومكان محددين، طيلة ساعة واحدة، ما يعني أن الهجمة، أيًّا كانت، حين تنتهي، سيكون موقعها آمنًا طيلة نصف يوم، حتى تحين ساعتها من جديد، وهو الأمر الذي ساهم بأن تظل كاتنيس مع حلفاءها المجالدين، في مأمن من الهجمات لساعات عدة، بعد أن حلّوا لغز الميدان. إلا أن وايرس لم يطل بها المقام كثيرًا بينهم، بسبب هجوم أحد مجالدي المقاطعة الأولى عليها رفقة رفاقه من الحلف الآخر، حيث أرداها قتيلة، وسرعان ما قُتِل هو الآخر على يد كاتنيس وجوانا، بينما استطاع رفقه الهروب بعيدًا عن الشاطئ المحيط بالكورنوكوبيا، حيث كانت كاتنيس متواجدة مع الآخرين. لاحقًا اتّفق حلف كاتنيس من المجالدين المتبقّين، على خطة رسمها بيتي، هدفت لتسخير طاقة البرق في السماء من أجل قتل عدد من المجالدين المتبقين، بعد استدراجهم إلى الشاطئ الذي خُطط له أن يكون ساحة مُكهربة، وأثناء تنفيذ الخطة من قبل كاتنيس وجوانا، تدخّل مجالدو المقاطعة الثانية، ما أدى إلى فشل الخطة. وحين عادت كاتنيس إلى منطقة الشجرة - التي خُطّط لها أن تكون بمثابة مانع للصواعق - قرّرت كاتنيس أن ترمي بقوسها سهمًا ملتفًا بشريط معدني - كان قد لُفّ حول الشجرة - باتجاه حقل الطاقة في السماء، بعد أن تذكّرت نصيحة هايمتش لها بأن عليها أن تعرف إلى من توجّه سهمها القاتل. بسبب ذلك - امتصاص الطاقة الهائلة وتصريفها عبر الشجرة - حدثت عدة انفجارات ضخمة، دمّرت ميدان المباريات الصناعي، وإثرها فقدت كاتنيس وعيها.
بعد مدة، وجدت كاتنيس نفسها على متن طائرة، واكتشفت أنها في طريقها إلى المقاطعة الثالثة عشرة، وبرفقتها فينيك، بيتي ومرشدها هايمتش، إضافة إلى بلوتارك هيفنزبي (رئيس صُنّاع مباريات الجوع). خلال ذلك، أخبرها هايمتش، بأن المشرف العام على المباريات، كان قد خطّط لإنقاذها بصفتها رمزًا حيًّا للثورة ضد الكابيتول، وأن كل ما حصل كان ضمن خطة مسبقة، إلا أنهم فشلوا في تهريب بيتا، جنبًا إلى جنب مع جوانا وإينوباريا، الذين وقعوا أسرى في يد قوات الكابيتول. بسبب أسر بيتا، وبسبب عدم إعلامها بالخطة، قامت كاتنيس بمهاجمة هايمتش، ما استدعاهم أن يقوموا بحقنها بمخدّر من أجل تهدئتها. لاحقًا، بعد أن زوال آثار الحقنة من جسدها، تصحو فتجد غايل واقفًا بجانب سريرها حيث هي نائمة، ليخبرها بأنه مع عائلتها، استطاعوا أن يهربوا من المقاطعة الثانية عشرة، التي أصبحت أثرًا بعد عين، بسبب قنابل القصف الجوي التي مسحت المنطقة.

## المواضيع
ترتكز المواضيع الرئيسية لرواية ألسنة اللهب، حول أفكار البقاء على قيد الحياة، الإيثار، التضحية، الاستبداد، التمّرد، الثورة والتكاتف من أجل الاستقلال. لاحظت الناقدة مارغو ديل في مراجعتها للرواية، أن «كاتنيس وبيتا - (في ألسنة اللهب) - مرتبطان ببعضهما البعض. فكلاهما يساعدان بعضهما البعض على البقاء على قيد الحياة. في الواقع، أن الواحد منهما، يعمل على التضيحة بنفسه من أجل أن يعيش الآخر.» وهذا الدافع والإيثار، بنظر ديل، سوف يزيد من احتمالات مقتل الشخصيتين.
من جانب آخر، «سيطرة الحكومة» كان هو الموضوع الرئيسي الآخر المهم الذي تدور حوله الرواية، سواء في هذه الرواية أو في الثلاثية بشكل عام. فالكابيتول، بعد أن قامت بقمع التمرد الأوّل الذي فجرته المقاطعات ضدّها، قبل خمس وسبعين عامًا، وضعت قواعد صارمة عقابًا منها لأهالي المقاطعات، وكذلك استهدفت أن تُقيّد بها حياة المواطنين وأن تفرض سيطرتها عليهم. وتظهر سطوة الكابيتول واستبدادها الشديد، بحسبما أشارت ديل، قائلة:«مباريات الجوع السنوية الخامسة والسبعين، التي نُظِمت وفق "قواعد" جديدة "جعلت كاتنيس وبيتا يعودان إلى دائرة الخطر مرة أخرى. وكانت تريد بهذا التخلّص من أي "أمل" لدى سكان بانيم التحرّر من طغيان الكبيتول، وهو ما دفع الأخيرة بالزج بالمزيد من قوات "حفظ السلام" في مختلف المقاطعات، لقتل أي ذرة أمل باقية لدى البانيميين، كانوا قد اكتسبوها بُعيد مباريات الجوع الرابعة والسبعين المنصرمة التي ظهرت بمثابة انتصار لإرداة كاتنيس وبيتا على إرادة الكابيتول». وتناقش الرواية - والثلاثية بصفة عامة - موضوعًا رئيسيًا آخرًا، هو القدرة أو التأثير الإعلامي الطاغي للثقافة الشعبية على حساب مشاعر المجتمع ورغباته وآرائه. وكانت الأخلاق، الطاعة، الحب والقانون، من جملة المضامين التي تطرّقت إليها الرواية.

## تاريخ النشر
جائت هذه الرواية، بمقتضى العقد المليوني الذي وقعته كولنز مع مؤسسة إستلاستيك، والذي نص على كتابة سلسلة من ثلاثة أجزاء لرواية مباريات الجوع، التي حقّقت نجاحًا عظيمًا منذ أن صدرت في العام 2008. كان من المتوقع أن تُنشِر رواية ألسنة اللهب لأول مرة في الولايات المتحدة بتاريخ 8 سبتمبر 2009، إلا أن دار النشر، قامت بتقديم موعد صدورها إلى الأوّل من سبتمبر 2009، لسببين، الأوّل استجابة لطلبات تجار التجزئة الذين طلبوا أن يكون الإصدار قبل مناسبة يوم العُمّال، والثاني، لرغبة كثير من القراء أن يكون الإصدار في أوّل يوم من العام الدراسي. جائت الطبعة الأولى مُجلّدة بغلاف فنّي، وصدر في نفس اليوم، بالموازاة مع النسخة المطبوعة، نسخة مسموعة من الرواية، بصوت الممثلة كارولين ماكورميك، التي كانت قد مثّلت بصوتها الرواية الأولى، وكانت النسخة الصوتية بإجمالي وقت امتدّ إلى 11 ساعة و37 دقيقة. وحصلت على إشادة من مجلة أوديوفايل الخاصة بمراجعة الكتب الصوتية. لاحقًا صدرت الرواية بطبعة عادية، ذات غلاف ورقي.
حُدِّدت عدد نسخ الطبعة الأولى من الرواية، عند صدورها الأوّلي، بمائتين وخمسين ألف نسخة، ورُفعُت لاحقًا إلى أن وصلت إلى ثلاثمائة وخمسين ألف نسخة، وبحلول فبراير من العام 2010، كان قد بيع من الرواية، سبعمائة وخمسين ألف نسخة، إلى أن وصلت المبيعات في مارس 2012 - بالتزامن مع عرض الجزء الأوّل من سلسلة أفلام مباريات الجوع - إلى أكثر من عشرة ملايين نسخة. وفي العام 2018، قُدِّرت عدد النسخ المباعة من الرواية، إلى واحد وعشرين مليون نسخة في الولايات المتحدة وحدها. ومنذ إصدارها، تُرجمت الرواية - ضمن ترجمة الثلاثية - إلى 51 لغة، وبيعت حقوق نشرها في 56 دولة ومنطقة في جميع أنحاء العالم.
على صعيد متصل، كانت «نسخة ما قبل النشر» مُتاحة في «معرض أمريكا الدولي للكتاب» المُقام في مدينة نيويورك، وأُرسِلت الرواية أيضًا إلى بعض بائعي الكتب. وفي مايو من العام 2009، قُدِّمت الرواية جائزة للمتأهلين في مسابقة ورشات الكتابة التي نظمتها دار إستلاستيك، بعنوان «كيف ستظل على قيد الحياة». وبعد عام ونيف من صدورها، نُشِرت نسخة إلكترونية من الرواية في الثالث من يونيو 2010. وبعدها بعام، خُتِمت الثلاثية بصدور الطائر المقلد، تحديدًا في 24 أغسطس 2010.

### الفيلم المقتبس

غلاف فيلم مباريات الجوع: ألسنة اللهب، من بطولة جينيفر لورنس.